# Vuk Drašković
Vuk Drašković (in serbo Вук Драшковић?, pronuncia serba [v̞ûːk drâʃkɔvit͡ɕ]; Međa, 29 novembre 1946) è un politico serbo, fino al 1992 jugoslavo, leader del Movimento del Rinnovamento Serbo che ha servito come vice primo ministro della Jugoslavia e ministro degli esteri della Serbia e Montenegro e della Serbia.
Si è laureato in Giurisprudenza presso l'Università di Belgrado nel 1968. Tra il 1969 e il 1980 ha lavorato come giornalista per l'agenzia di stampa jugoslava Tanjug. Era inoltre membro del Partito Comunista jugoslavo e ha lavorato come capo dello staff del presidente jugoslavo Mika Špiljak. Ha anche scritto diversi romanzi.